# Elattoneura morini
Elattoneura morini är en trollsländeart som beskrevs av Legrand 1985. Elattoneura morini ingår i släktet Elattoneura och familjen Protoneuridae. IUCN kategoriserar arten globalt som otillräckligt studerad. Inga underarter finns listade i Catalogue of Life.